# USS Fort Lauderdale (LPD-28)
«Форт-Лодердейл» (англ. USS Fort Lauderdale (LPD-28)) — десантний транспортний корабель-док ВМС США типу «Сан-Антоніо».

## Історія створення
Корабель був замовлений 19 грудня 2016 року суднобудівній компанії Ingalls Shipbuilding. Закладений 13 жовтня 2017 року, спущений на воду 28 березня 2020 року. 27 жовтня 2021 року завершив ходові випробування. 28 січня 2022 року, завершив морські приймальні випробування.
Свою назву корабель отримав на честь міста Форт-Лодердейл, штат Флорида.